# Robba (religieuse donatiste)
La religieuse Robba (ou Bobba) est une religieuse martyre donatiste, sœur d'Honoratus, évêque d'Aquae Sirenses, née en l'an 384 et tuée en 434 par des traditores (« traditeurs »). Elle « mérita la palme du martyre et l'érection d'une basilique » à Ala Miliara (aujourd'hui Beniane, à 37 km au sud-sud est de Mascara, dans la wilaya de Mascara en Algérie), entre les années 434 et 439. Robba fut le symbole des donatistes.

## Découverte et histoire
Les fouilles archéologiques faites en 1898 par Stéphane Gsell à Beniane (Ala Miliara) dans la wilaya de Mascara, ont mis en évidence la basilique donatiste érigée à la mémoire de la religieuse Robba. L'édifice constituait la partie orientale d'une enceinte fortifiée, important camp militaire (castra) de Maurétanie césarienne, le plus grand camp d'Afrique après celui de Lambèse. D'après Maurice Lenoir, la basilique donatiste serait le réemploi, ou la restauration, antérieurs à 422, des principia (quartier général) du camp, abandonné par les troupes au IVe siècle. Sept tombeaux ont été trouvés datés par leurs inscriptions funéraires entre 422 et 434. L'épitaphe de Robba était figurée sur un mur d'une crypte centrale placée sous l'abside de la basilique. Les six autres caveaux des dignitaires donatistes sont ceux de :
- L’évêque Nemessanus qui vécut soixante ans, mourût le 22 décembre 422.
- La religieuse Julia Geliola, sœur de Nemessanus, morte le 07 octobre 422. Elle a vécu cinquante ans.
- Le prêtre Victor décédé le 21 septembre 433.
- L’évêque Donatus décédé à quatre-vingts ans après l’année 439.
- Le Prêtre Cressens mort le 27 février 434 à l’âge de cinquante ans.
- Le prêtre Donatus décédé le 11 mars 446, douze années après la martyre Robba.

L'épitaphe, extraite du caveau de Robba par M. Rouziès, instituteur à Tizi, est la seule épitaphe jamais retrouvée de martyrs donatistes. Stéphane Gsell l'a expédiée au musée du Louvre à Paris, où elle exposée. Le texte en est le suivant :
« Mem(oria) Robb(a)e, sacr(a)e Dei (ancillae), germana(e) Honor[ati A]qu(a)e Siren(sis) ep(i)s(cop)i, c(a)ede tradi[torum] v(e)xata meruit dignitate(m) martiri(i); vixit annis L et reddidit sp(iritu)m die VIII kal(endas) Apriles, (anno) pro(vinciae) CCCXCV ».
Traduction libre: « Mémoire de Robba, servante consacrée à Dieu, sœur d'Honoratus évêque d'Aquae Sirensis; ayant succombé sous les coups des traditeurs, elle mérita la dignité du martyre; elle vécut 50 ans et rendit l'esprit le 8e jour des calendes d'avril en l'année 395 de la province (25 mars 434) »
Stéphane Gsell remarque que cette date coïncide avec la conquête de la région par les Vandales, et la perte de contrôle des autorités impériales a pu provoquer la reprise des désordres religieux, dont Robba aurait été victime.